# Xicranda
La xicranda, xicaranda o jacaranda (Jacaranda mimosifolia), és un arbre de la família de les bignoniàcies, nadiu de Bolivia i Argentina. És un conegut arbre de jardí amb característiques fulles molt dividides i flors blaves.

## Descripció
Aquest arbre de port gran arriba a fer 15 m d'alt. La capçada, esfèrica i irregular, pot arribar als 8 m de diàmetre.

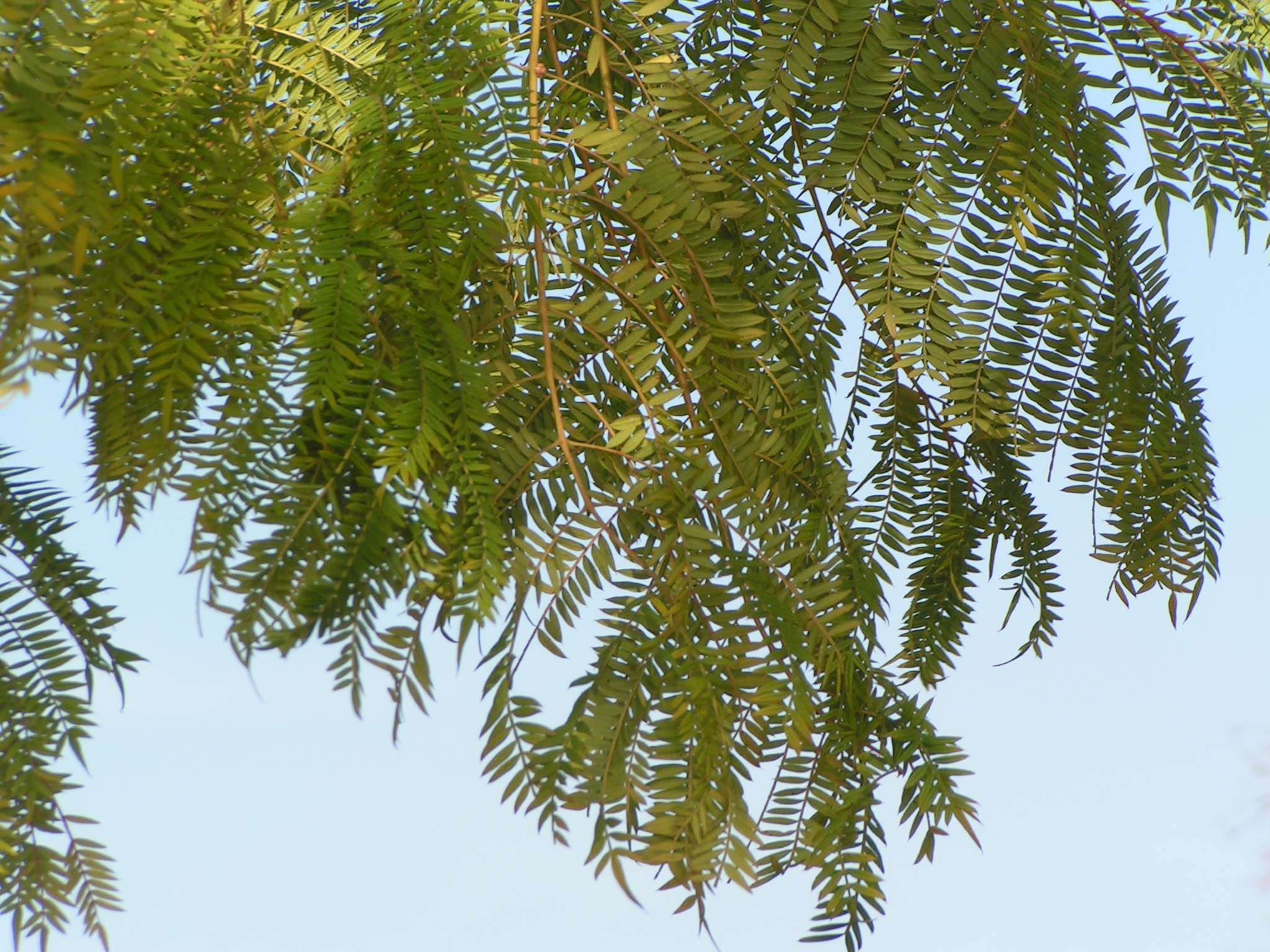
Fulles

Les fulles d'un verd vibrant són oposades, compostes, biparipinnades i peciolades, de 30-50 cm de llarg, amb 10-30 parells de divisions principals (de 7-14 cm de llarg), i cadascuna d'aquestes amb 13-41 folíols ovals-oblongs, mucronats, sèssils i oposats de 7-13 mm de llarg x 3-4 mm d'amplada (sent el terminal el més gran, de 15-25 mm de llarg, amb l'àpex agudament acuminat). La foliació comença a mitjans de primavera, i es prolonga fins al final de l'hivern (caducifoli tardà).

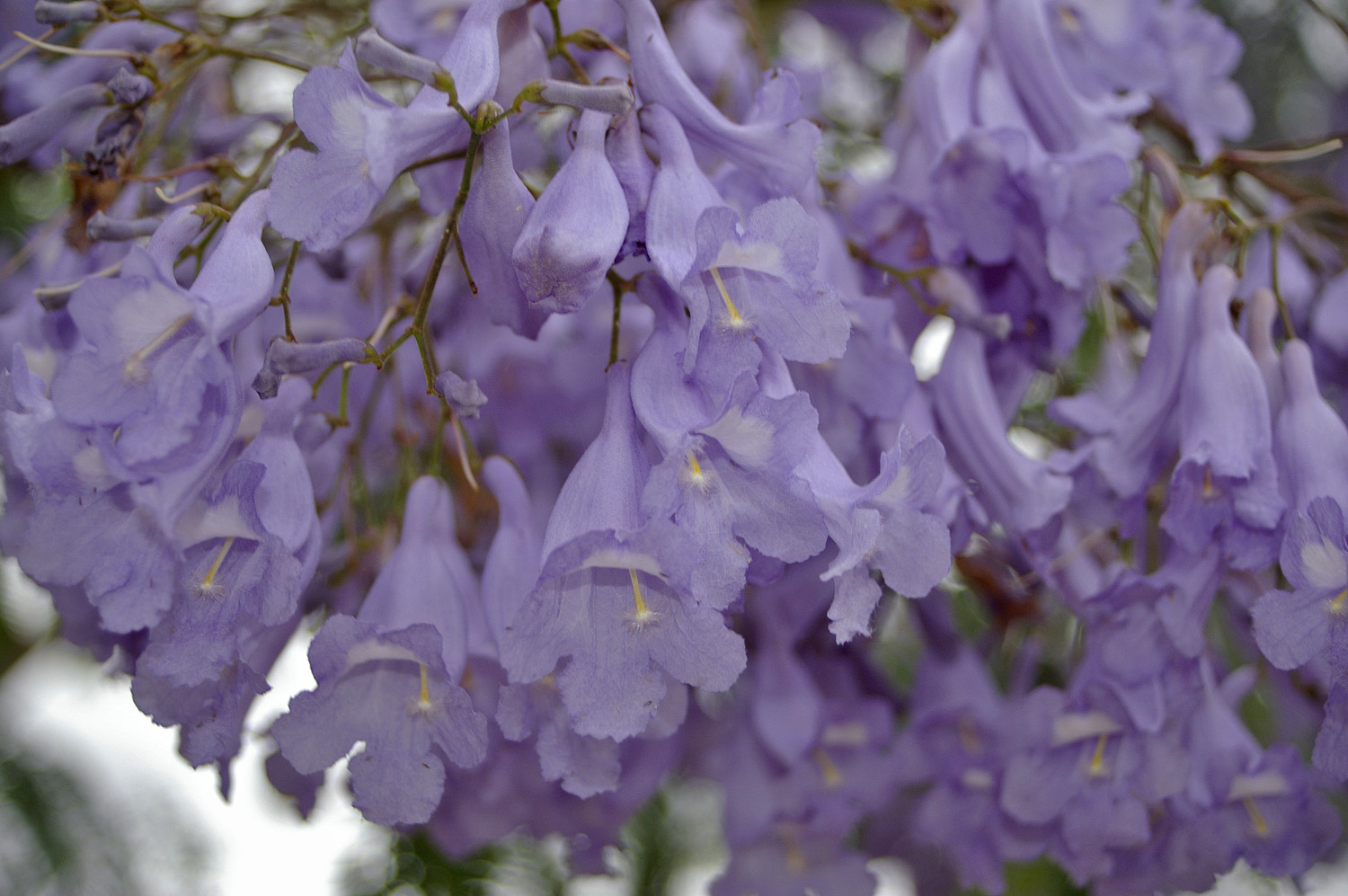
Flors

Les seves característiques flors de color blau violeta són hermafrodites, de 3-5 cm de llarg, zigomorfes, de corol·la àmpliament acampanada, pentapètala, puberulenta, i calze petit (1 mm), pentasèpal, pubescent i acampanat. Tenen 2 parells d'estams (un parell més llarg que l'altre) inserits al tub de la corol·la, acompanyats per un estam estèril més llarg (de vegades supera el tub) que porta pèls glandulífers a la part apical. S'agrupen en panícules terminals obertes, de 20-30 cm de llarg. La floració més important és a la primavera (maig-juny), quan l'arbre es troba desproveït de fulles; a principis de tardor (setembre-octubre) pot passar una segona floració, menys espectacular.

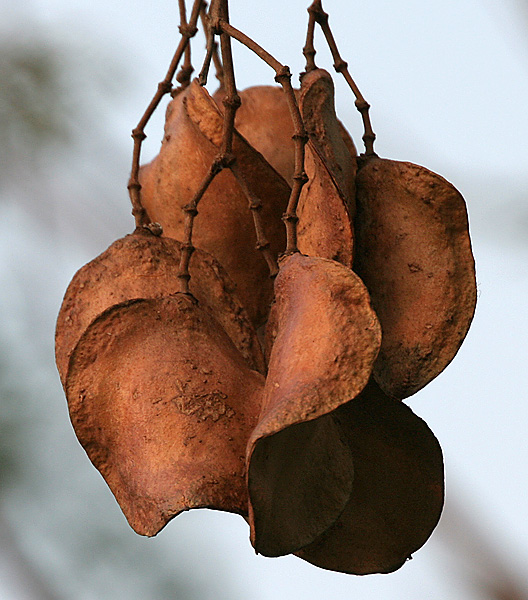
Fruits madurs

Els fruits són secs i llenyosos, de 5-7 cm, en forma de càpsula orbicular, aixafada, fortament comprimida, de vora ondulada, dehiscent per dues valves; al principi verd i una mica carnosa, marró quan madura. Allotgen múltiples llavors castanyes, primes, aplanades, cadascuna envoltada per una ala membranosa gairebé transparent. Fructifica a finals de tardor, i persisteixen molt de temps a l’arbre.

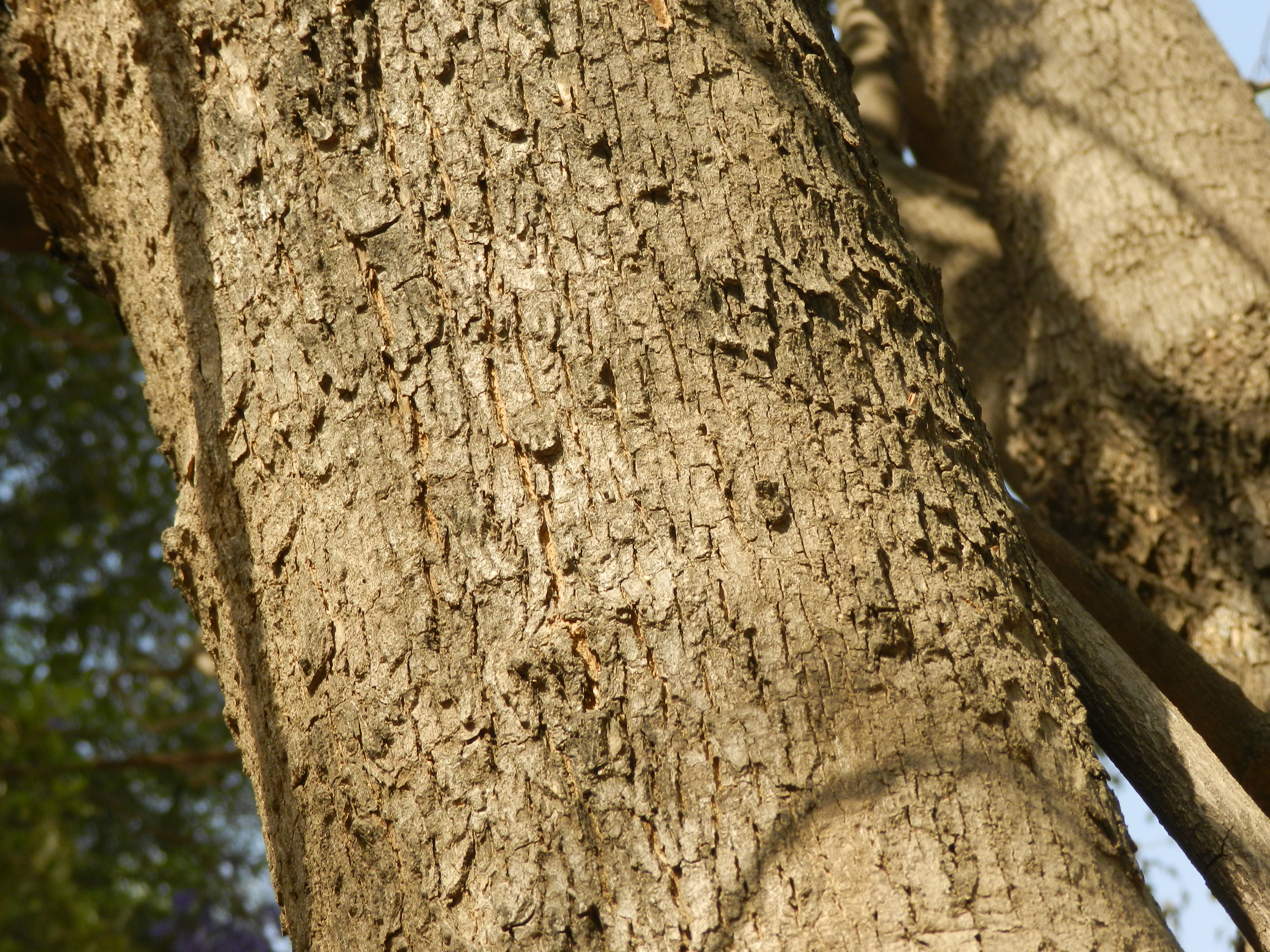
Escorça

Els exemplars joves presenten una escorça llisa, mentre que la dels madurs és fissurada i de color marró grisenc; les branques més joves són escassament pubescents, i en general presenten lenticel·les.
Jacaranda mimosifolia va ser descrita per primera vegada el 1822 per David Don a Botanical Register: Consisting of Coloured Figures of Exotic Plants Cultivated in British Gardens; with their History and Mode of Treatment. (v. 8, t. 631).

## Hàbitat
Aquesta espècie és originària de Bolívia i el nord-oest de l'Argentina, a la província fitogeogràfica de les Iungas, on habita dels 400 a 1500 m s.m. És subespontània a les barranques del riu Paraná.
Es propaga fàcilment per llavors, encara que també es pot aconseguir per esqueixos o fins i tot per empelt.
Àmpliament cultivat en els tròpics i subtròpics del món per les seves vistoses i duradores flors violetes, a la península Ibèrica es planta sobretot a Catalunya, País Valencià, Múrcia i Andalusia; també a Extremadura i a les Illes Balears.
A la ciutat de Barcelona l'espècie va ser introduïda per Jean Claude Nicolas Forestier a principis del segle XX amb la transformació urbanística duta a terme per a l'Exposició Internacional de 1929. La xicranda no té capacitat invasiva en aquesta població.

## Ecologia
La xicranda és un arbre originari de llocs de les Iungas (valls càlides andines) de l'Amèrica del Sud. És molt utilitzada com a planta ornamental allà on les temperatures no baixin per sota de -7 °C, és a dir als llocs on l'hivern sigui prou suau per a fer possible el conreu de cítrics.
Malgrat que és una espècie cultivada en molts països tropicals i subtropicals, la xicranda es troba amenaçada en els seus hàbitats naturals.

## Cultiu

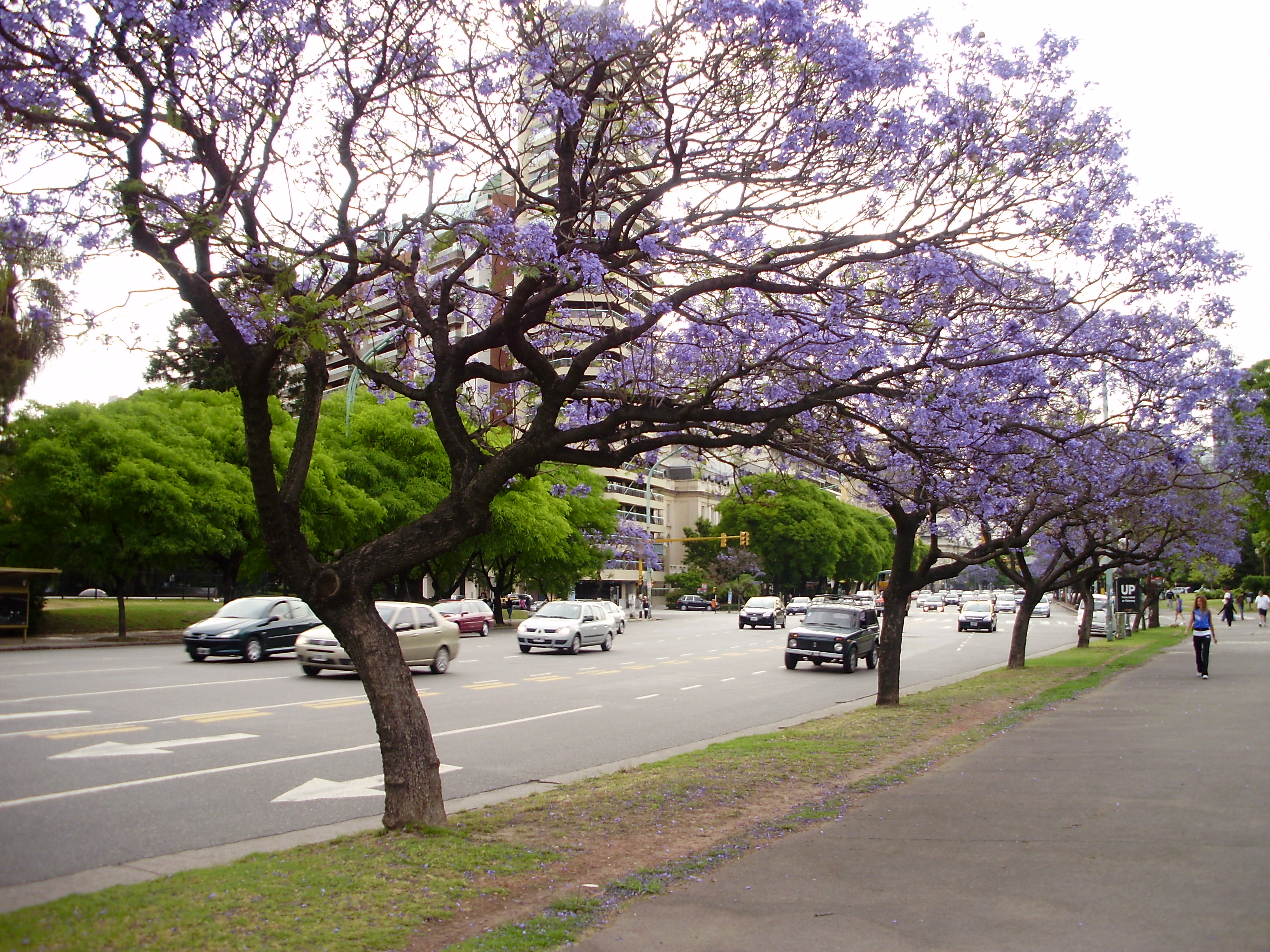
Xicrandes a Buenos Aires

Es cria cultivada a les províncies de clima càlid, sense gelades (pot suportar únicament gelades ocasionals i de curta durada); els exemplars joves no toleren temperatures menors de 0 °C. La seva zona de rusticitat és 9-11.
Prefereix un sòl sorrenc, fèrtil, amb bon drenatge (humitat moderada), calcari, de Ph entre 6,5 i 8,5. No tolera terres salins ni té bona resistència al vent, per la qual cosa no és una espècie idònia per a primera línia de mar. Tolera la sequera. Resisteix a la contaminació ambiental, però no a la industrial.
Els arbres de xicranda floreixen de manera abundant quan es planten a ple sol.
Resistents davant de plagues i malalties; de vegades les flors i els nous brots es poden veure afectats per pugons.
A la ciutat de Barcelona es poden trobar exemplars afectats pel pugó del cotoner, controlat de manera biològica amb el seu enemic natural, l'Aphidius colemani (un paràsit solitari que desenvolupa tots els estadis larvaris dins del cos del pugó).

## Usos
Paisatgístic
Àmpliament cultivada per la intensitat cromàtica de les seves flors i l'efecte catifa que aquestes produeixen en caure, la xicranda és també triada per la forma i mida de les seves fulles. S'utilitza com a arbre d'alineació i als parcs i jardins. Entre els seus múltiples avantatges destaquen la velocitat de creixement, la ràpida floració (fins i tot quan té 1,5 m d'alçada), i l'escàs manteniment que requereix. Admeten la poda. La seva tendència a la verticalitat fa que sigui senzill conduir-la cap amunt. Encara que amb dificultat, admet trasplantaments a la primavera o la tardor.
La fusta
Aquests arbres proporcionen una fusta clara, semidura, semipesada, resistent, aromàtica i fàcil de treballar, d'aplicació a la fusteria i ebenisteria.
Les fulles
L'extracte de fulles de xicranda sembla tenir propietats contra determinats bacteris.

## Etimologia
Jacaranda prové de l'indígena tupí-guaraní i el seu significat es pot interpretar com “d'agradable fragància”.
L'epítet específic mimosifolia (amb fulles de mimosa), fa referència a la semblança de les seves fulles amb les d'algunes mimoses dels gèneres Mimosa o Acacia.
Per la seva semblança a les fulles o frondes de les falgueres, en anglès la xicranda és coneguda com fern tree (arbre falguera).

## Sinonímia
Jacaranda ovalifolia R.Br
Jacaranda chelonia Griseb.
Sovint confós amb Jacaranda acutifolia Humb. I Bonpl. Segons The New York Botanical Garden, ‘J. mimosifolia està estretament relacionada amb J. acutifolia i de vegades s'ha interpretat com una forma d'aquest tàxon, que aquí es tracta com a endèmica de les valls interandines peruanes. Hem seguit Sandwith (1954) per mantenir aquests dos com a diferents, amb J. mimosifolia diferenciada pels seus fruits més grans, calze més curt i major nombre de pinnes per fulla. Aquesta espècie es cultiva ocasionalment dins de la distribució natural de J. acutifolia i els arbres cultivats es veuen força diferents de la salvatge J. acutifolia, que es diferencien en la seva mida més gran, fulles i pinnes més nombroses, i especialment un color de flor molt menys intens.’